# Ninigo-Inseln
Die Ninigo-Inseln (deutsch: Schachbrettinseln bzw. Exchequerinseln) sind eine Gruppe von Atollen der Westlichen Inseln des Bismarck-Archipels. Administrativ gehören die Atolle zur Provinz Manus in Papua-Neuguinea.

## Geographie
Die Inselgruppe liegt ca. 1000 km nordöstlich von Papua-Neuguineas Hauptstadt Port Moresby und 255 km nordwestlich von der Provinzhauptstadt Manus entfernt. Die Gruppe besteht aus den 3 größeren Atollen:
- Ninigo, ca. 34 km lang und 18 km breit, mit der Hauptinsel Mal, sowie ca. 30 kleineren Motus (darunter vier bewohnte: Pihon, Amik, Mal, Lau);
- Pelleluhu, ca. 9 km lang und 8 km breit, mit der Hauptinsel Pelleluhu und 13 weiteren Motus;
- Heina, ca. 5 km nordöstlich von Pelleluhu gelegen, bestehend aus 6 Motus;

und den 5 kleineren Atollen:
- Liot, Sama, Sumusama, Awin und Manu

| Atoll/Insel    | Koordinaten          | Fläche | Einwohner 2000 |
| -------------- | -------------------- | ------ | -------------- |
| Ninigo         | ...                  | ...    | 633            |
| Pelleluhu      | ...                  | ...    | -              |
| Heina          | 1° 7′ S, 144° 30′ O  | ...    | -              |
| Liot           | 1° 24′ S, 144° 31′ O | ...    | 68             |
| Sama           | ...                  | ...    | 202            |
| Sumasuma       | ...                  | ...    | -              |
| Awin           | ...                  | ...    | 51             |
| Manu           | ...                  | ...    | 18             |
| Ninigo Islands | ...                  | ...    | 972            |

## Geschichte
1781 versuchte der spanische Seefahrer Francisco Mourelle mit der La Princessa, eine südliche Route von den Philippinen nach Mexiko zu finden. Auf dieser Reise kartierte er verschiedene Inseln der Ninigo-Inseln.